# Hillestad, Agder
Hillestad är en kyrkby i Åmli kommun i Agder fylke i södra Norge. Byn ligger vid fylkesväg 3706 och älven Tovdalselva i dalen Tovdal. Här finns Tovdals kyrka.
Byn utgjorde tidigare centralort i dåvarande Tovdals kommun i Aust-Agder fylke.